# Ischnura indivisa
Ischnura indivisa là một loài chuồn chuồn kim trong họ Coenagrionidae.
Ischnura indivisa được Ris miêu tả khoa học năm 1918.